# Dilophotes particularis
Dilophotes particularis is een keversoort uit de familie netschildkevers (Lycidae). De wetenschappelijke naam van de soort werd in 1928 gepubliceerd door Maurice Pic.